# Église catholique en Andorre

L'archiprètré des Vallées d'Andorra qui fait partie des neuf archiprêtrés du diocèse d'Urgell

L'Église catholique en Andorre (en catalan : Església catòlica a Andorra), désigne l'organisme institutionnel et sa communauté locale ayant pour religion le catholicisme en Andorre. 
L'Église en Andorre est organisée en un unique archiprêtré, l'archiprêtré des Vallées d'Andorra, qui n'est pas soumis à une juridiction nationale au sein d'une Église nationale mais qui fait partie des neuf archiprêtrés du diocèse d'Urgell, en Espagne, lui-même faisant partie de la province ecclésiastique de Tarragone qui est soumise à la juridiction universelle du Pape, évêque de Rome, au sein de « l'Église universelle ».
L'archiprêtré des Vallées d'Andorra est divisé en sept paroisses dont les églises paroissiales sont :
- Andorre-la-Vieille, église Saint-Étienne ;
- Canillo, église Saint-Saturnin ;
- Encamp, église Sainte-Eulalie ;
- Ordino, église Saint-Corneille-et-Saint-Cyprien ;
- La Massana, église Saint-Aciscle-et-Sainte-Victoire ;
- Sant Julià de Lòria, église Saint-Julien-et-Saint-Germain ;
- Escaldes-Engordany, église Saint-Pierre-Martyr.

La basilique sanctuaire de Meritxell est la seule basilique mineure en Andorre depuis 2014 et un sanctuaire marial, lieu d'un pèlerinage national voué à la sainte patronne Notre-Dame de Meritxell depuis le XIXe siècle.
En communion avec le Saint-Siège, les évêques des diocèses d'Espagne dont celui du diocèse d'Urgel qui est coprince d'Andorre, sont membres d'une instance de concertation, la Conférence épiscopale espagnole.    
La nonciature apostolique en Andorre (en) a été établie le 16 juin 1995. Le nonce apostolique est également nonce en Espagne et est basé à Madrid.
Depuis le 4 mai 1993, le premier alinéa de l’article 1 de la Constitution de la Principauté d’Andorre stipule que « L'Andorre est un État indépendant », l'Andorre n'a donc plus de religions d'État ni officielles mais a une « religion favorisée » : le troisième alinéa de l’article 11 de la Constitution « garantit à l'Église catholique le maintien de ses relations de collaboration particulière avec l’État, conformément à la tradition andorrane » et le second alinéa stipule que « La liberté de manifester sa propre religion est soumise aux seules limites établies par la loi qui sont nécessaires à la protection de la sûreté, de l’ordre, de la santé et de la morale publiques ou des droits et des libertés fondamentaux des autres personnes »,.   
Dans une population de 76 965 habitants, l'Église catholique est la communauté religieuse majoritaire avec 88,2 % de catholiques, devant 2000 musulmans (3 %) et une centaine de juifs.